# San Felipe del Ocote
San Felipe del Ocote är en ort i Mexiko.   Den ligger i kommunen Apaxtla och delstaten Guerrero, i den södra delen av landet, 170 km sydväst om huvudstaden Mexico City. San Felipe del Ocote ligger 1 521 meter över havet och antalet invånare är 456.
Terrängen runt San Felipe del Ocote är lite bergig. Runt San Felipe del Ocote är det ganska glesbefolkat, med 38 invånare per kvadratkilometer. Närmaste större samhälle är Apaxtla de Castrejón, 14,8 km öster om San Felipe del Ocote. I omgivningarna runt San Felipe del Ocote växer huvudsakligen savannskog.